# William Preston Lane
William Preston Lane, Jr., född 12 maj 1892 i Hagerstown, Maryland, död 7 februari 1967 i Hagerstown, Maryland, var en amerikansk demokratisk politiker. Han var guvernör i delstaten Maryland 1947–1951.
Lane tjänstgjorde i USA:s armé i första världskriget. År 1922 gifte han sig med Dorothy Byron. Olika järnvägsbolag anlitade honom som advokat. Mellan 1930 och 1934 tjänstgjorde han som delstaten Marylands justitieminister (Maryland attorney general). Som justitieminister skickade han nationalgardet för att gripa brottslingar som hade gjort sig skyldiga till lynchningar. De som försvarade lynchningar kastade stenar mot Lanes bil men han höll sin linje och vittnade även inför kongressen om lynchningarna.
Lane efterträdde 1947 Herbert O'Conor som guvernör och efterträddes 1951 av Theodore McKeldin. Arbetet på Chesapeake Bay-bron i Maryland inleddes under Lanes tid som guvernör. Bron heter officiellt William Preston Lane Jr. Memorial Bay Bridge. Den första brobanan blev färdig ett år efter att Lane hade lämnat guvernörsämbetet.